# Danh sách thành viên Câu lạc bộ Khoa học và Công nghệ các trường Đại học Kỹ thuật Việt Nam
Câu lạc bộ Khoa học và Công nghệ các trường Đại học Kỹ thuật tại Việt Nam được thành lập từ năm 1992. 5 thành viên sáng lập Câu lạc bộ là các Trường Đại học: Bách khoa Hà Nội, Xây dựng, Giao thông Vận tải, Mỏ - Địa chất và Kỹ thuật Lê Quý Đôn. Hiện nay (năm 2017), Câu lạc bộ đã có 26 thành viên, gồm các trường Đại học và Học viện Kỹ thuật trong cả nước. Trong đó, các tên in đậm là các trường đại học trọng điểm quốc gia Việt Nam, được chính phủ ưu tiên đầu tư phát triển, làm đầu tàu cho sự phát triển mạng lưới các trường đại học Việt Nam.

## Mục đích
Mục đích hoạt động của Câu lạc bộ nhằm tăng cường hợp tác giữa các trường đại học kỹ thuật trong hoạt động nghiên cứu khoa học và phát triển công nghệ, đồng thời, khai thác tiềm năng của các trường đại học kỹ thuật trong hoạt động nghiên cứu ứng dụng và chuyển giao công nghệ vào thực tiễn sản xuất cho các vùng miền trong cả nước, đóng góp tích cực cho sự phát triển bền vững của đất nước.

## Thành viên chính thức
1. Trường Đại học Bách khoa Hà Nội: sáng lập viên (năm 1992), thường trực câu lạc bộ;
2. Học viện Kỹ thuật Quân sự: sáng lập viên (năm 1992);
3. Trường Đại học Xây dựng: sáng lập viên (năm 1992);
4. Trường Đại học Giao thông Vận tải Hà Nội: sáng lập viên (năm 1992);
5. Trường Đại học Mỏ - Địa chất: sáng lập viên (năm 1992);
6. Trường Đại học Bách khoa, Đại học Quốc gia Thành phố Hồ Chí Minh:
7. Trường Đại học Bách khoa, Đại học Đà Nẵng:
8. Trường Đại học Hàng hải Việt Nam:
9. Trường Đại học Kỹ thuật Công nghiệp, Đại học Thái Nguyên:
10. Học viện Nông nghiệp Việt Nam:
11. Trường Đại học Thủy lợi Hà Nội:
12. Trường Đại học Lâm nghiệp Hà Nội:
13. Trường Đại học Kiến trúc Hà Nội
14. Học viện Công nghệ Bưu chính Viễn thông
15. Trường Đại học Phòng cháy chữa cháy:
16. Trường Đại học Nông Lâm Thái Nguyên:
17. Trường Đại học Kinh tế Kỹ thuật Công nghiệp Hà Nội: từ năm 2008 (15)
18. Trường Đại học Sư phạm Kỹ thuật Thành phố Hồ Chí Minh: từ năm 2012 (18)
19. Trường Đại học Nông Lâm Thành phố Hồ Chí Minh: từ năm 2012 (19)
20. Trường Đại học Kỹ thuật Hậu cần Công an Nhân dân: từ năm 2013 (20)
21. Trường Đại học Cần Thơ: từ năm 2013 (21)
22. Trường Đại học Sao Đỏ: từ năm 2014 (22)
23. Trường Đại học Tài nguyên và Môi trường Hà Nội: từ năm 2015 (23)
24. Trường Đại học Nha Trang: từ tháng 11/2016
25. Trường Đại học Nguyễn Tất Thành: từ tháng 4/2017
26. Trường Đại học FPT: từ tháng 4/2017

## Quan sát viên
1. Trường Đại học Công nghệ Vạn Xuân
2. Trường Đại học Công nghiệp Hà Nội